# Grewia retusifolia
Grewia retusifolia es una especie de arbusto en la familia Malvaceae. Sus nombres comunes son arbusto de disenteria, baya de emu, bolas de perro, y Diddle Diddle. Produce un fruto pequeño, dulce y comestible. Los aborígenes de Australia utilizan su corteza y hojas para preparar medicamentos.